# Kamikaze (album de Twista)
Pour les articles homonymes, voir Kamikaze (homonymie).
Albums de Twista
Mobstability
(1998) The Day After
(2005)
Singles
1. Slow Jamz
Sortie : 21 octobre 2003
2. Overnight Celebrity
Sortie : 9 mars 2004
3. So Sexy
Sortie : 22 juin 2004

Kamikaze est le quatrième album studio de Twista, sorti le 27 janvier 2004.
L'album s'est classé 1er au Billboard 200, au Top R&B/Hip-Hop Albums et au Top Internet Albums et a été certifié disque de platine par la Recording Industry Association of America (RIAA) le 26 février 2004 .

## Listes des titres
| No  | Titre | Contient un (des) sample(s) de                                       | Durée |
| --- | --- | -------------------------------------------------------------------- | ----- |
| 1.  | Get Me (Produit par Phat Zach) | Here I Am des Three Degrees                                          | 3:58  |
| 2.  | Kill Us All (Produit par Toxic) | Alpha and Omega de Do or Die                                         | 3:10  |
| 3.  | Pimp On (featuring 8Ball et Too $hort – Produit par Toxic)                                                                             |                                                                      | 4:02  |
| 4.  | Slow Jamz (featuring Kanye West et Jamie Foxx – Produit par Kanye West)                                                                |                                                                      | 3:32  |
| 5.  | Overnight Celebrity (featuring Kanye West – Produit par Kanye West)                                                                    | Cause I Love You de Lenny Williams                                   | 3:53  |
| 6.  | Still Feels So Good (featuring Jazze Pha – Produit par Toxic)                                                                          |                                                                      | 4:09  |
| 7.  | Drinks (Produit par Toxic) |                                                                      | 4:14  |
| 8.  | Badunkadunk (Produit par Jazze Pha) |                                                                      | 4:13  |
| 9.  | One Last Time (Produit par Kanye West)                                                                                                 |                                                                      | 4:56  |
| 10. | So Sexy (featuring R. Kelly – Produit par R. Kelly)                                                                                    |                                                                      | 3:51  |
| 11. | Higher (featuring Ludacris – Produit par Wildstyle)                                                                                    |                                                                      | 3:31  |
| 12. | Snoopin' (featuring Danny Boy – Produit par Toxic)                                                                                     |                                                                      | 5:21  |
| 13. | Like a 24 (featuring T.I. et Liffy Stokes – Produit par The Legendary Traxster)                                                        |                                                                      | 4:27  |
| 14. | Hope (featuring Cee-Lo – Produit par Toxic)                                                                                            |                                                                      | 4:32  |
| 15. | Sunshine (featuring Anthony Hamilton – Produit par Red Spyda)                                                                          | Lovely Day de Bill Withers Gotta Get Mine de MC Breed featuring 2Pac | 3:44  |
| 16. | Art & Life (Chi-Roc) (featuring Memphis Bleek, Young Chris et Freeway – Produit par Freeway – Produit par D-Roy & Mr. B et Mike Caren) |                                                                      | 4:07  |